# Rak Records
RAK Records – brytyjska wytwórnia płytowa założona przez Mickie Mosta w roku 1969. Nagrywali dla niej tacy wykonawcy jak Herman’s Hermits, Suzi Quatro, Mud, Kenny, Hot Chocolate, Smokie, Racey, The Arrows i Kim Wilde. Płyty wytwórni były dystrybuowane przez wytwórnię EMI, która następnie wykupiła ją w roku 1979.